# کلمن بائر
کلمن بائر (اسلوونیایی: Klemen Bauer؛ زادهٔ ۹ ژانویهٔ ۱۹۸۶) ورزشکار دوگانه اهل اسلوونی است.
وی در مسابقات کشوری و بین‌المللی در مجموع برندهٔ ۱ مدال نقره شده‌است.